# I seek/Daylight
〈I seek/Daylight〉는 아라시의 49번째 싱글이다.

## 개요
전작 〈부활LOVE〉로부터 약 3개월 만의 싱글이다.

## 수록곡

### 초회 한정반 1
CD
1. I seek
작사: ASIL / 작곡: AKJ & ASIL / 편곡: 이시즈카 토모키
  - 오노 사토시 주연 드라마 《세상에서 가장 어려운 사랑》 주제가
2. Daylight
작사: stereograph / Rap 작사: 사쿠라이 쇼 / 작곡: Simon Janlov, wonder note / 편곡: 사사키 히로후미
  - 마츠모토 준 주연 드라마 《99.9 -형사 전문 변호사-》 주제가

DVD
1. 〈I seek〉 비디오 클립+메이킹

### 초회 한정반 2
CD
1. Daylight
2. I seek

DVD
1. 〈Daylight〉 비디오 클립+메이킹

### 통상반
CD
1. I seek
2. Daylight
3. ただいま / 다녀왔습니다
작사: paddy / 작곡: Kehn mind / 편곡: metropolitan digital clique
4. supersonic
작사: 100＋ / 작곡: Kevin Charge, David Fremberg, youth case / 편곡: 요시오카 타쿠
5. I seek （オリジナル・カラオケ）
6. Daylight （オリジナル・カラオケ）
7. ただいま （オリジナル・カラオケ）
8. supersonic （オリジナル・カラオケ）